# Der Strass
Der Strass ist ein Spielfilm der DEFA von Andreas Höntsch aus dem Jahr 1991.

## Handlung
Der Berliner Fotoreporter Georg Bastian feiert seinen dreißigsten Geburtstag gemeinsam mit Freunden und Kollegen. Zu fortgeschrittener Stunde brechen die letzten Gäste auf und da Georg noch Lust zum Feiern hat, schließt er sich einfach an. Unterwegs wird er aber allein gelassen und sieht in einer Gaststätte „Miß Albena“, nur mit etwas Strass bekleidet, eine Kautschuknummer vorführen. Hier wird er aber vom Personal, mit dem Hinweis auf eine Geschlossene Veranstaltung, rausgeschmissen.
Fasziniert von der Frau versucht er seinen Chef von der Notwendigkeit einer Reportage über sie zu überzeugen. Er fotografiert sie über mehrere Jahre, stilisiert sie zur Traumfrau und beginnt sich in seinen Träumen zu verlieren. In der Phantasie erlebt er Abenteuer mit ihr, doch privat will sie nichts von ihm wissen. Georg wird schnell in die Realität zurückgeholt, die er aber ablehnt. Die Bitte an die Redaktion, sie zu einem Gastspiel nach Amsterdam zu begleiten, wird von seinem Chef abgelehnt. Seine Zeitung druckt aber, dank seiner Sturheit, einen mehrseitigen Artikel über „Miß Albena“. Doch damit ist das Thema noch nicht beendet, er verfolgt sie weiter. Als Ersatz für die nicht genehmigte Reise in die Niederlande soll er dafür einen Auftrag in Nicaragua bekommen. Während eines Beischlafs mit der Redaktionssekretärin Fräulein Schneider erfährt er von ihr, dass diesen Auftrag ein Kollege bekommen hat.
Im Zirkus, wo er „Miß Albena“ wieder begegnet, sieht er, dass sie mit einem Trapezkünstler zusammen ist. Georgs Eifersucht kennt keine Grenzen und er beginnt eine Prügelei, die nur auf Bitten seiner Angebeteten beendet wird. Als Georg sie wieder einmal zu Hause besuchen will, sieht er nur, wie sie mit dem Krankenwagen in ein Krankenhaus gefahren wird. Er fährt mit einem Taxi hinterher und stellt fest, dass sie auf dem Weg zur Entbindung ist. Er will sie fotografieren, wird aus der Station verwiesen und fotografiert vor dem Krankenhaus mehrere schwangere Frauen mit ihren blanken Bäuchen.
Kurze Zeit später, im November 1989, steht Georg an der nun offenen Grenze und verteilt an die in den Westen strömenden Leute sein ganzes Fotoarchiv, sein Lebenswerk.

## Produktion
Das Szenarium stammt von Carmen Blazejewski und für die Dramaturgie war Tamara Trampe verantwortlich.
Anregung für den Film war ein Artikel in der DDR-Wochenzeitung „Sonntag“ über die Kautschukartistin „Miß Albena“ aus dem Jahre 1985.
Der Strass wurde vom DEFA-Studio für Spielfilme (Potsdam–Babelsberg) (Künstlerischen Arbeitsgruppe „Berlin“) und vom DEFA-Studio Babelsberg GmbH (Potsdam-Babelsberg) in Orwo-Color gedreht und hatte am 9. Februar 1991 im Berliner Kino Babylon Premiere.

## Kritik
In der Berliner Zeitung schreibt Günter Sobe, das was sich eine Story nennen ließe, lässt sich eigentlich nicht finden. Dieser Erstlingsfilm des Regisseurs ist ein collagehafter Bearbeitungsversuch der Erscheinung DDR. Manchmal wirkt er etwas überhöht, manchmal leicht satirisch, manchmal treffend, manchmal ungenau, manchmal auch geschmacklos. Michael Hanisch meint in der Neuen Zeit, dass viele Episoden dem Zuschauer Aha-Erlebnisse von bereits historischem Erinnerungswert bereiten. Für einen Spielfilm von 90 Minuten Länge erwartet man aber schon etwas mehr. Eine Geschichte zumindest. Das Lexikon des internationalen Films schrieb, dass es sich hierbei um einen Erstlingsfilm handelt, in dem private wie berufliche Träume in der ehemaligen DDR, der Wirklichkeit nicht standhalten. Zunächst effektvoll und vielversprechend in der Verknüpfung des historischen Zusammenhanges mit der filmischen Fabel, wird er zunehmend effekthascherisch und verliert sich in kunstgewerblicher Bebilderung. Dennoch handelt es sich um ein interessantes Zeugnis des Umbruchs.

## Auszeichnungen
- 1991: Filmfestival Max Ophüls Preis (Publikumspreis)